# ستيفي موراي
ستيفي موراي (بالإنجليزية: Stevie Murray)‏ (18 أبريل 1983 في المملكة المتحدة - ) هو لاعب كرة قدم بريطاني في مركز الوسط. لعب مع كوين أوف ساوث ونادي بارتيك ثيسل ونادي دمبرتون ونادي سلتيك ونادي كيلمارنوك ونادي ستنهاوسموير.

## وصلات خارجية
- ستيفي موراي على موقع Soccerbase.com (لاعب) (الإنجليزية)